# Облога Сиракуз (278 р. до н. е.)
Облога Сиракуз (278 р. до н. е.) – спроба карфагенян оволодіти найбільшим містом Сицилії під час їх війни з грецькими містами острова у 280 – 275 рр. до н.е.

## Хроніка подій
На початку 270-х років до н.е. (але в будь-якому випадку не пізніше 278 р. до н.е.) тиранами Сиракуз та Акраганту стали Фініон і Сосістрат. Останній, котрий і так мав владу над численними сицилійськими містами, вирішив поширити її на Сиракузи. Йому вдалось захопити західну частину міста, тоді як на острові Ортигія закріпився Фініон. Важкою міжусобною боротьбою у найбільшому місті острова скористались карфагеняни, армія яких у 278 р. до н.е. обложила Сиракузи (війна з ними почалась ще за пару років до того, коли попередній сиракузький тиран Гікет здійснив невдалий напад на підконтрольну Карфагену частину Сицилії). 
В одному з уривків із твору Діодора повідомляється, що у претендентів на тиранічну владу в Сиракузах було 10 тисяч воїнів, тоді як інший збережений фрагмент цієї ж праці вказує на 10 тисяч осіб у армії Сосістрата. У будь-якому випадку, військо Карфагену, котре налічувало 50 тисяч воїнів, значно переважало обох сиракузьких тиранів. Карфагеняни змусили мешканців Сиракуз укритись за оборонними мурами, а самі узялись за спустошення навколишніх земель. Із моря блокаду міста здійснювала ескадра зі 100 кораблів. Хоча у сиракузьких арсеналах від Агафокла залишилось навіть більше суден, проте вони не були підготовані до бойових дій.  
Потрапивши у важку ситуацію, Сосістрат та Фініон звернулись до епірського царя Пірра, котрий вів війну із римлянами на півдні Апеннінського півострова. Пірр, який побачив себе володарем всього острова та планував подальше завоювання африканських земель Карфагену, відгукнувся на заклик і у 278 р. до н.е. рушив до Сицилії. Карфагеняни вжили заходів, щоб завадити новому ворогу переправитись через вузьку Мессінську протоку, проте епірець висадився у Катані, де зустрів теплий прийом (перед тим на його бік вже став тиран розташованого дещо північніше Тавроменія Тиндаріон). 
Військо Пірра рушило на південь, а паралельно йому по морю йшов флот із більш ніж півсотні кораблів. На той час у блокуючій Сиракузи ескадрі Карфагену залишалось лише 70 суден, оскільки частину сил виділили для виконання інших завдань. Як наслідок, карфагеняни не наважилась стати до битви та відступили. 
Заволодівши арсеналами Сиракуз, Пірр також отримав під своє начало війська Сосістрата та Геракліда (тиран міста Леонтини), після чого почав кампанію проти карфагенян на суходолі. 